# 743 до н. е.

## Події
- В битві при Арпаді Тіглатпаласар III розбив союзні армії урартського царя Сардурі та північносирійських міст.

- Спартанський цар Алкмен напав на Мессиньке місто Амфея розпочавши Першу мессенську війну, що тривала до 724 року до н.е.

- В китійському князівстві Чжен до влади приходить Чжуан-гун